# Villa Fenzi

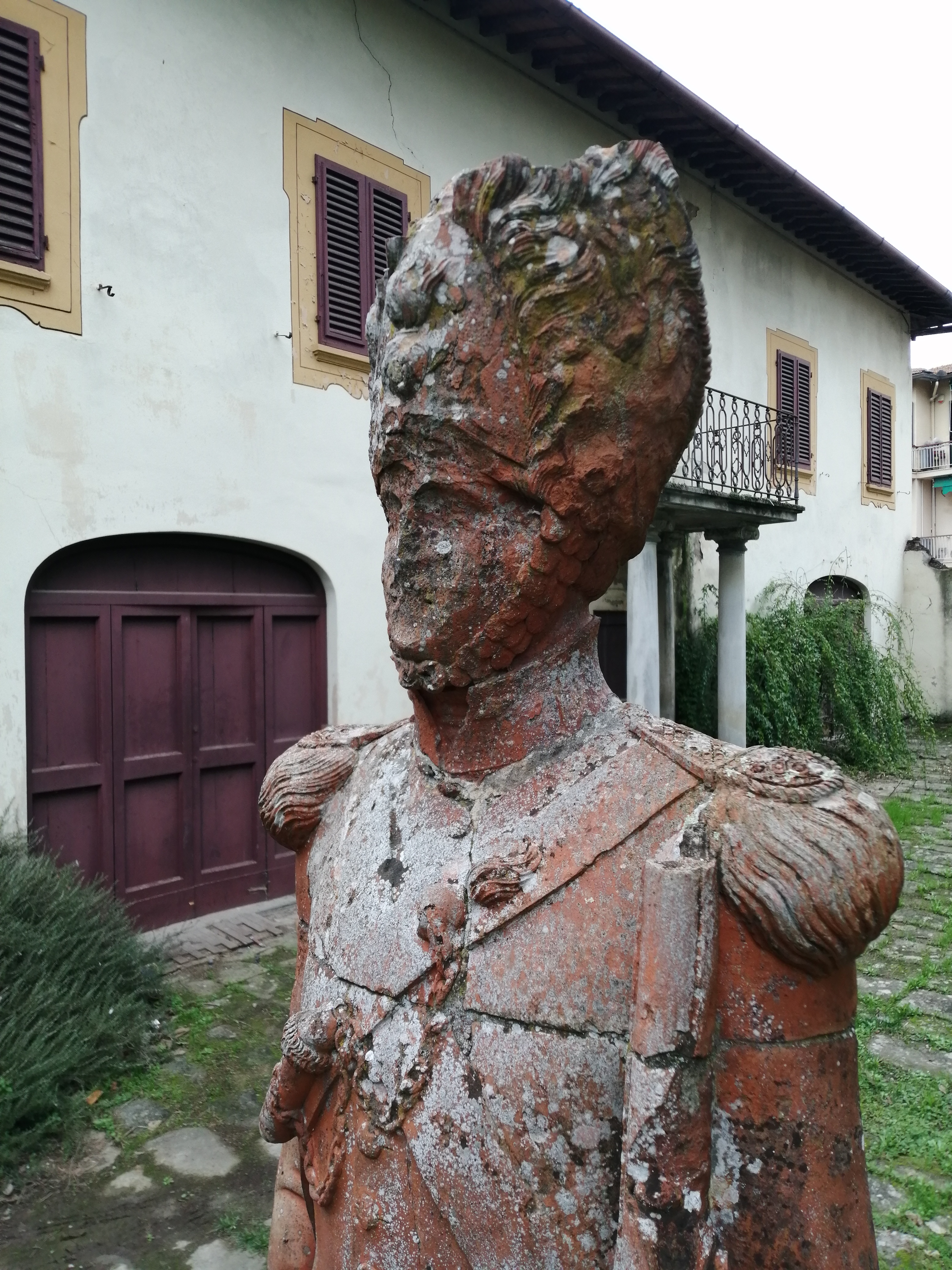
Statua in terracotta raffigurante un granatiere, presso il giardino di Villa Fenzi, Firenze Scandicci.

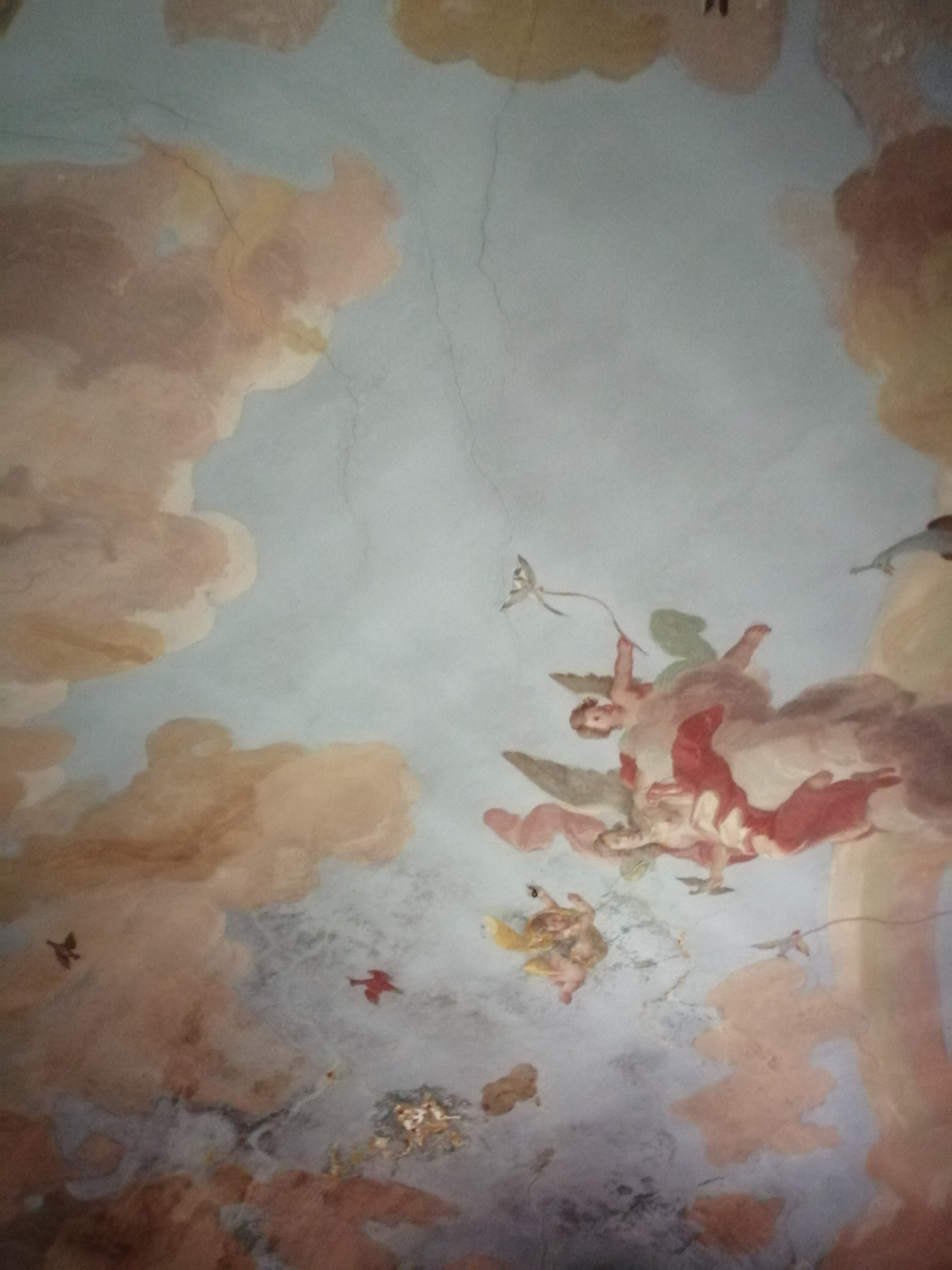
Un affresco realizzato e conservato in buono stato all'interno di una delle sale di Villa Fenzi.

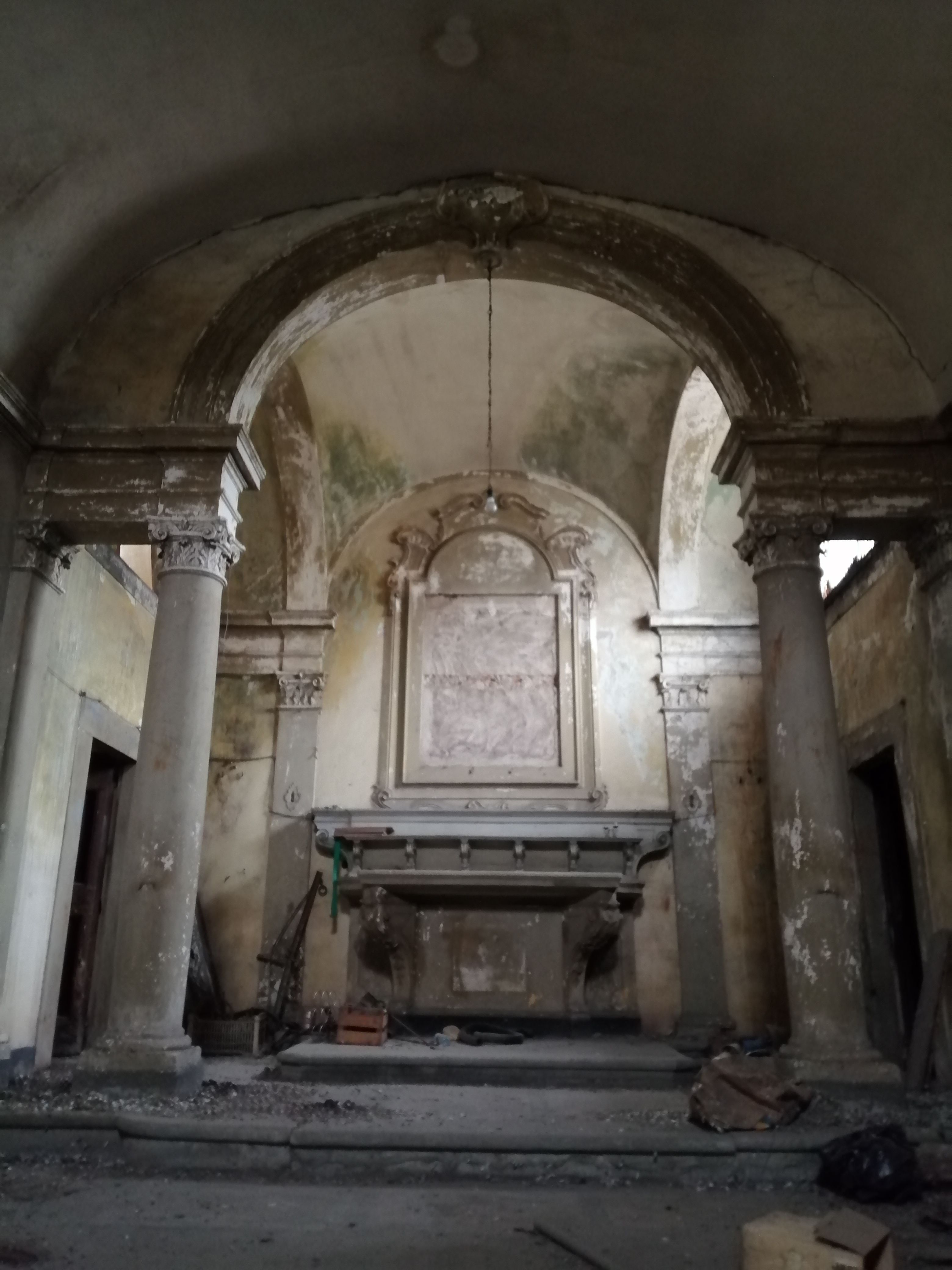
Altare all'interno della cappella di Villa Fenzi.

Villa Fenzi o Granatieri è una dimora storica italiana, che si trova a Scandicci, in Via Pisana 643.

## Storia
La villa sorge lungo un tratto della via Pisana, in direzione Lastra a Signa, nel borghetto chiamato Capannuccia, che, a partire dal Settecento, cominciò ad essere conosciuto anche col toponimo Granatieri per la presenza di statue in terracotta raffigurante proprio tali militari, poste un tempo sui muri della villa.
Nel XV secolo l'edificio era una casa da signore della famiglia Del Sera; passò nel Settecento ai Fenzi, banchieri fiorentini, i quali trasformarono l’antico edificio in una villa.
Successivamente la villa passò ai Meucci e infine ai Saccardi.

## Descrizione
La Villa presenta una cinta muraria festonata, in parte conserva ancora delle decorazioni geometriche in cotto alla sommità, su cui s’apre il cancello.
Segue poi il prospetto che guarda verso la strada che presenta finestre incorniciate di stucco ad imitazione della pietra e un enorme portale, con bozze in stucco e raccordato da uno stemma purtroppo illeggibile con due volute.
Al termine della facciata si nota un tabernacolo posto sempre sulla cinta muraria, la quale prosegue col motivo decorativo del festone, fino al prospetto della cappella.
La facciata interna prospetta verso il giardino ad est e, oltre alle finestre del primo piano anch’esse incorniciate come quelle lungo la strada, presenta, nell’ingresso principale, un portico su due colonne ioniche le quali sostengono un balcone. A questa struttura si aggiunge al centro una colombaia, sul lato sinistro un secondo corpo di fabbrica, dal quale si accede attraverso un arco ribassato in pietra sormontato da uno stemma (anch’esso di pietra).
Entrando da questo corpo di fabbrica, s’accede ad una stanza con caminetto in pietra con la seguente sigla: D. F. 1801.
Nel giardino si conservano le famose statue dei Granatieri, una donna e un leone un tempo poste su un muro, oggi scomparso.
Infine va menzionata la presenza di alcune fontane.
La cappella (sconsacrata) è dedicata a Santa Lucia. I lavori della costruzione di questo oratorio vennero iniziati nel 1775 come si vede da una epigrafe dipinta sopra la porta di ingresso.Nel 1783 venne richiesta a uso di cappella privata pur mantenendo il titolo "Dell'Assunzione di Maria Santissima". Presenta un altare settecentesco in stucco modellato ormai privo del dipinto raffigurante l'Assunzione ma corredato del suo gradino d'altare originale in legno intagliato (cm 55 x 46 x 295) l'insieme risulta in mediocre stato di conservazione.
La cappella, usata per la celebrazione della messa anche a uso pubblico fino al 1885, svolse inoltre la funzione di luogo di sepoltura per la famiglia Fenzi, fino alla fine del XIX secolo. Tuttora vi sono sepolti numerosi membri della famiglia Fenzi come si evince dalle numerose lapidi sepolcrali. Le lapidi sepolcrali, in mediocre stato di conservazione, rivestono un valore storico e culturale per le descrizioni dei personaggi sepolti e per alcuni riferimenti legati alla storia economica del territorio toscano in particolar modo quella relativa a Emanuele Fenzi. La cappella ha un campanile a vela le cui campane in bronzo sono state staccate per motivi di sicurezza ma risultano ancora presenti nella villa; si tratta di una campana del 1740 del fonditore Pietro Mannelli e di una campana del 1868 di Carlo Moreni.